# Saint-Didier-sous-Écouves
Saint-Didier-sous-Écouves är en kommun i departementet Orne i regionen Normandie i nordvästra Frankrike. Kommunen ligger i kantonen Carrouges som tillhör arrondissementet Alençon. År 2018 hade Saint-Didier-sous-Écouves 158 invånare.

## Befolkningsutveckling
Antalet invånare i kommunen Saint-Didier-sous-Écouves
| Referens: INSEE |